# S/2004 S 31
S/2004 S 31 — естественный спутник Сатурна. О его открытии было объявлено 8 октября 2019 года Скоттом Шеппардом, Дэвидом Джуиттом и Дженом Клина после наблюдений, сделанных между 12 декабря 2004 года и 22 марта 2007 года.
Диаметр S/2004 S 31 — около 4 км, большая полуось —17 402 800 км, период обращения — 853,8 земных суток. обращается вокруг Сатурна с прямым направлением под наклоном 48,11° к плоскости эклиптики, эксцентриситет орбиты — 0,242.